# 兩道入姬命
兩道入姬命（?—?），乃是日本第11代天皇的垂仁天皇的皇女，第12代天皇景行天皇皇子日本武尊的夫人，日本武尊的其他夫人还有弟橘媛、吉備穴戸武媛、山代之玖玖麻毛理比卖、布多迟比卖。
《古事記》記載，兩道入姬命，一名石衝比賣，是宮人弟苅幡戶邊所生。《日本書紀》記載，兩道入姬命嫁给日本武尊為妃後，生下稻依別王、仲哀天皇、布忍入姬命、稚武王。仲哀天皇元年（192年）1月，仲哀天皇即位，尊為皇太后。当时并没有皇太后的称号，《日本書紀》的作者以律令制时代的制度比附。